# Clément Grenier
Clément Grenier (* 7. Januar 1991 in Annonay) ist ein französischer Fußballspieler.

## Karriere

### Verein
Grenier begann seine Karriere 1997 in der U-9 des FC Annonay. Mit der U-9-Mannschaft erreichte er das Pokalfinale im Département Ardèche. Durch diesen Erfolg wurde Olympique Lyon von seinen Scouts auf Grenier aufmerksam gemacht. Nach langen Gesprächen wechselte er schließlich im Juli 2002 in Lyons Jugendakademie.
Nachdem Grenier einige Jahre in der Jugendabteilung von Lyon gespielt hatte, wurden in der Saison 2007/08 weitere Topklubs auf ihn aufmerksam, wie zum Beispiel Real Madrid, die englischen Vereine FC Arsenal und der FC Chelsea, sowie Inter Mailand, die ihm alle die Spielweise eines Kakás nachsagten. Trotz des großen Interesses anderer Vereine unterschrieb er zusammen mit seinem Teamkollegen Yannis Tafer einen Dreijahresvertrag, der bis zum Jahr 2011 gültig war. er wurde in den Profikader hochgezogen und bekam die Trikotnummer 22.
Obwohl Grenier offiziell zum Profikader gehörte und auch die Vorbereitung für die Saison 2008/09 sowie mehrere Testspiele in der ersten Mannschaft absolvierte, verbrachte er den größten Teil der Spielzeit in der B-Mannschaft, welche in der vierten Liga, des Championnat de France Amateur, spielt. Dort absolvierte er in der Saison 16 Ligaspiele und erzielte ein einziges Tor gegen den RCO Agde. Des Weiteren nahm er am Coupe Gambardella teil, erzielte drei Tore in sieben Spielen und erreichte mit der U-19 von Olympique das Halbfinale, wo man sich allerdings dem FC Nantes geschlagen geben musste. Aufgrund einer Patellasehnenentzündung kam er zu keinem Einsatz in der Profimannschaft.
Auch die Saison 2009/10 spielte Grenier zunächst in der Reservemannschaft, schon im ersten Ligaspiel erzielte er gegen den HAFC Gap sein erstes Saisontor. Am 26. September 2009 stand er erstmals im Aufgebot der ersten Mannschaft beim Spiel gegen den FC Toulouse. In diesem Spiel absolvierte er sein Profidebüt, als er beim 2:1-Sieg für Bafétimbi Gomis eingewechselt wurde. Am 33. und 35. Spieltag der Saison 2009/10 kam er gegen Girondins Bordeaux und den HSC Montpellier zu zwei weiteren Ligaeinsätzen.
Nachdem er in der Saison 2010/11 auf insgesamt sieben Ligaspieleinsätze gekommen war, schaffte er den Durchbruch bei Olympique Lyon. Am 17. Dezember 2011 wurde er im Spiel gegen den FC Évian Thonon Gaillard in der 81. Minute für Lisandro López eingewechselt und sah nur sechs Minuten später seine erste rote Karte in der Ligue 1. Mit Lyon gewann er den Coupe de France 2011/12, im Finale schlug man den damaligen Viertligisten US Quevilly knapp mit 1:0, Quevilly hatte im Viertel- und Halbfinale überraschend die Erstligisten Olympique Marseille und Stade Rennes aus dem Pokal geworfen.
Im Januar 2017 wechselte Grenier auf Leihbasis zum italienischen Erstligisten AS Rom.
Im September 2023 wechselte er zu Racing Santander.

### Nationalmannschaft
Grenier spielte für sämtliche Jugend-Nationalmannschaft, beginnend am 13. März 2007, als er sein Debüt in der U-16-Nationalmannschaft gegen Polen gab. Im Rückspiel in Saint-Aubin-lès-Elbeuf bereitete er beim 5:0-Sieg zwei Tore vor. Am 3. April erzielte er in der Gruppenphase beim Turnier von Montaigu gegen Kamerun sein einziges Tor für die U-16. In der U-17-Nationalmannschaft wurde Grenier schnell zum Stammspieler und erzielte schon in seinem ersten Länderspiel gegen die Schweiz einen Treffer (4:0). In der Qualifikation für die U-17-Fußball-Europameisterschaft 2008 erzielte er beim 6:0-Sieg über Albanien einen Hattrick. Beim Algarve-Cup half er seinem Team zum zweiten Platz, im Spiel gegen Dänemark erzielte er beim 4:2-Sieg einen Doppelpack. In der zweiten Qualifikationsrunde erzielte er beim Sieg gegen Israel sein einziges Tor in dieser Qualirunde. Frankreich beendete die Runde ungeschlagen und erreichte somit die Endrunde. In der Gruppenphase erzielte Grenier beim 3:3-Unentschieden gegen Spanien einen Treffer per Freistoß. Im Finale verlor man gegen die Spanier mit 0:4 und wurde Vize-Europameister.
In der U-18-Nationalmannschaft debütierte er am 30. September 2008 gegen die Ukraine. Das erste Mal blieb Grenier in einer Jugend-Nationalmannschaft torlos, er absolvierte sieben Länderspiele für die U-18. Für die U-19-Nationalmannschaft wurde er von Trainer Francis Smerecki nominiert und absolvierte sein Debüt für die U-19 beim Sendai Cup 2009. Seinen einzigen Treffer erzielte er beim 3:3-Unentschieden gegen Griechenland während des Tournio de Limoges. Am 7. Juni 2010 wurde er in den Kader für die U-19-Fußball-Europameisterschaft 2010 berufen. Im ersten Gruppenspiel verschoss er beim 4:1-Sieg über die Niederlande einen Elfmeter. Grenier verpasste Halbfinal- sowie das Finalspiel gegen Spanien, welches Frankreich mit 2:1 für sich entscheiden konnte. Dies war der zweite französische U-19-Europameistertitel.
Durch den Gewinn der U-19-Fußball-Europameisterschaft, qualifizierte sich die U-20-Frankreichs für die U-20-Fußball-Weltmeisterschaft 2011, in der Grenier auch aktiv war. Er debütierte am 7. Oktober 2010 in einem Freundschaftsspiel gegen Portugal, welches 3:3 ausging. In diesem Match erzielte Grenier das ausgleichende 3:3. Am 9. Februar 2011 erzielte die 1:0-Führung beim 2:1-Sieg über England. Während der Saison 2010/11 absolvierte er noch zwei weitere U-20-Länderspiele, ehe er am 10. Juni 2011 für den 21-köpfigen Kader für die U-20-Fußball-Weltmeisterschaft nominiert. Am 30. Juli kam er beim 1:4-Niederlage gegen Gastgeber Kolumbien zum Einsatz, wurde allerdings nur eingewechselt.
Seit dem 2. Juni 2012 spielt er für die U-21-Nationalmannschaft Frankreichs, an diesem Tag gab er sein Debüt beim 3:0-Sieg über Lettland.
Am 5. Juni 2013 gab Grenier sein Debüt in der A-Nationalmannschaft im Freundschaftsspiel gegen Uruguay.

## Titel und Erfolge
im Verein
- Coupe de France (2): 2011/12, 2018/19

Nationalmannschaft
- U-19-Fußball-Europameisterschaft 2010

Persönliche Auszeichnungen
- Étoile d’Or als bester Ligue-1-Feldspieler der Saison 2012/13